# Mina de sal de Bochnia
La Mina de sal de Bochnia (polaco: kopalnia soli w Bochnia) en Bochnia, Polonia, es una de las minas de sal más antiguas del mundo y la más antigua de Polonia. La mina empezó a explotarse entre los siglos XII y XIII tras el descubrimiento inicial de sal en Bochnia, y pasó a formar parte de la compañía minera real żupy krakowskie ("explotaciones de sal de Cracovia").
La mina cerró en algún momento posterior a la I Guerra Mundial y en 1981 fue declarada monumento nacional. El lugar es uno de los monumentos históricos (Pomnik historii) nacionales oficiales de Polonia desde el 6 de octubre de 2000, y su supervisión corre a cargo del Consejo para el Patrimonio Nacional de Polonia.

## Historia

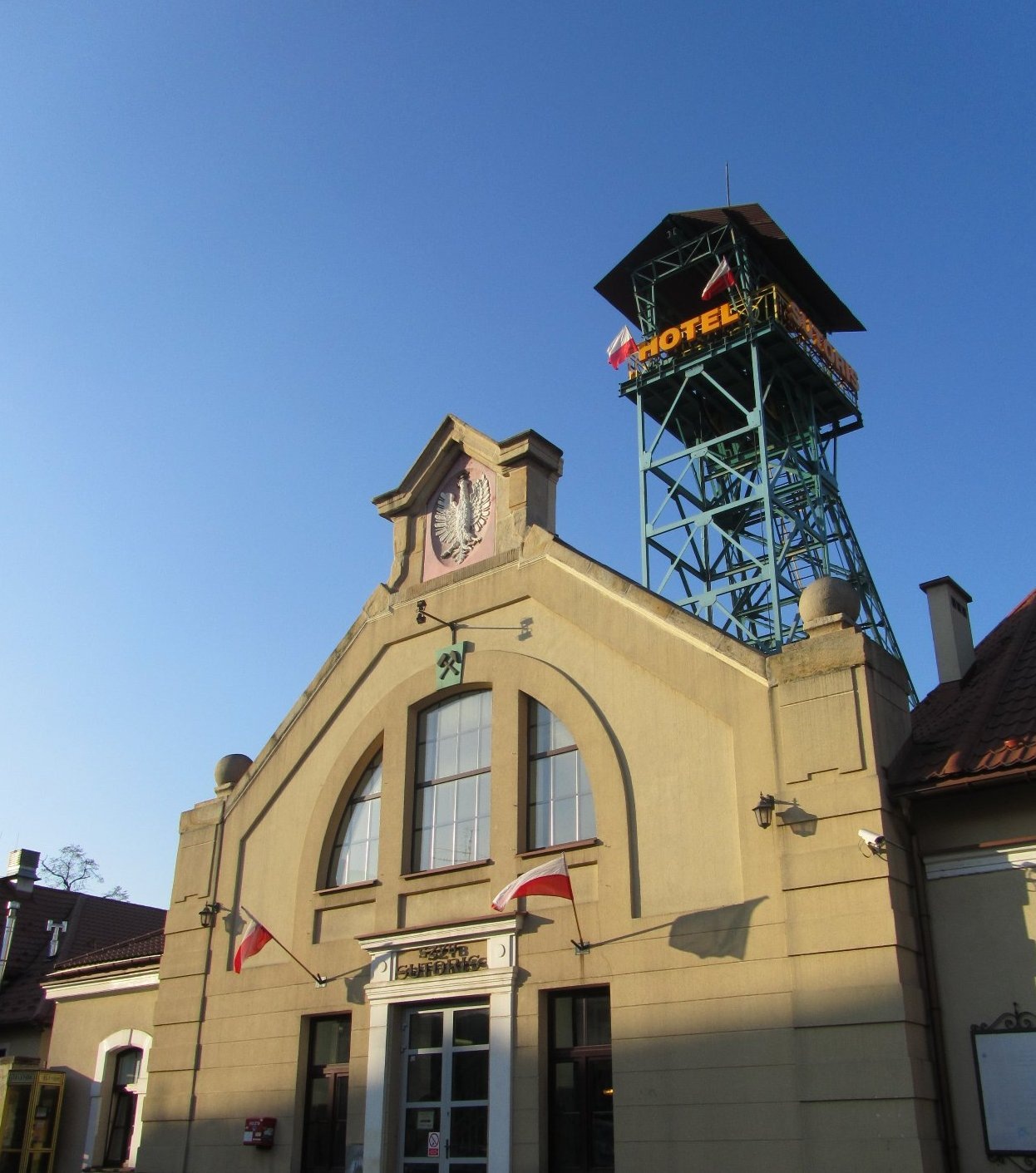
Entrada al complejo con el castillete del pozo Sutoris.

Las galerías de la mina suman una longitud de 4,5 kilómetros a unos 330-468 metros por debajo de la superficie en 16 niveles diferentes. La galería August es la vía de comunicación y de transporte principal de la mina. Se extiende de este a oeste de la mina, y conecta en una línea recta los fondos de los pozos Campi y Sutoris. Se encuentra a una profundidad de 176 m desde lo alto del pozo Sutoris y de 212 m en lo alto del pozo Campi. La galería recibió al principio el nombre de "Horno Largo" (Piec Długi). Su primer tramo, que se extiende entre el pozo Rabszrtyn y el pozo Campi se construyó entre los años 1723 y 1743, según un diseño de Jan Gottfried Borlach. Su mayor logro fue regular los trayectos en la mina al asegurar su rectitud y su nivelado. Como resultado, a lo largo de las siguientes décadas la galería August pudo alcanzar una longitud de casi 3 km, y las cámaras excavadas, pozos y galerías formaron una ciudad subterránea que hoy en día se halla abierta a los visitantes. La mayor de las cámaras conservadas ha sido convertida en un sanatorio.
La cámara Ważyn recibió su nombre por el administrador (podżupek) Andrzej Ważyński. La profundidad de esta cámara, la mayor de la mina de sal de Bochnia, es de 248 m y su longitud es de 255 m, con una anchura máxima de 14,4 m y una altura máxima de 7,2 m. La cámara no se sirve de pilares de apoyo para sostenerse. La sal de la cámara Ważyn se extrajo desde 1697 hasta la década de 1950. Para permitir la creación de un sanatorio estos viejos pozos fueron ampliados con una unidad LHD. Estos trabajos tuvieron lugar hasta 1984, y gracias a ello el pozo Ernest del siglo XVII aparece de manera notable en el techo desnudo de la cámara. Esta tiene su propio microclima, con una temperatura constante de entre 14-16 °C, humedad alta (de un 70%) y una ionización favorable del aire, que está al mismo tiempo saturado de cloruro de sodio y de valiosos microelementos: magnesio, manganeso y calcio. La cámara está equipada con camas para que hasta 300 personas puedan dormir en ella. Otras partes de la cámara Ważyn cuentan con instalaciones para la práctica de voleibol, baloncesto, y balonmano, restaurantes y salas de conferencias.
Las minas de sal de Bochnia albergan en su interior una notable colección de obras artísticas esculpidas en sal. Estas creaciones, realizadas en su mayoría por los propios mineros, cumplían una doble función: la expresión de la religiosidad popular y la orientación dentro de la compleja red de galerías subterráneas.
El primer relieve documentado en la mina data de 1931 y representa escenas de carácter religioso, incluyendo la figura de Cristo portando la cruz hacia el Calvario, la Virgen María y los apóstoles.
Un punto de interés adicional lo constituye el rosario de sal que se encuentra en la gruta dedicada a Nuestra Señora de Bochnia. Esta gruta alberga una réplica de la imagen de la Virgen de Bochnia, cuyo original se venera en la iglesia más antigua de la localidad.
No obstante, la manifestación artística de mayor envergadura se localiza en la capilla de Santa Kinga. Este santuario subterráneo destaca por sus retablos y esculturas, conformando un espacio de considerable amplitud capaz de albergar varias filas de bancos de madera, un área para orquesta e incluso una capilla dedicada al Santo Sepulcro.
Los primeros registros de la existencia de una capilla en la mina se remontan al año 1747. En sus inicios, este espacio de culto estuvo dedicado a los Ángeles Custodios.
Tras la partición de Polonia, la capilla fue dedicada a Santa Kinga, también conocida como Cunegunda. Las sucesivas ampliaciones culminaron en el año 1861.
A principios del siglo XX, se llevó a cabo una renovación que incluyó la talla de un singular púlpito que emerge de uno de los muros de la capilla. Posteriormente, se incorporaron otros elementos de culto, como una representación del Papa Juan Pablo II. La presencia del Pontífice en la mina no es fortuita, ya que fue él quien canonizó a Santa Kinga en 1997.
Al igual que la base del altar mayor, elaborada en sal, las figuras que adornan las hornacinas también han sido esculpidas en este mineral. Incluso se conservan los candelabros son tallados en sal
En 2013 la mina pasó a formar parte del Patrimonio de la Humanidad de la Unesco como extensión de la inscripción en 1978 de las Minas de sal de Wieliczka.